# Law & Order: Special Victims Unit
Law & Order: Special Victims Unit (SVU) is een Amerikaanse televisieserie van NBC over de "Special Victims Unit" in het fictieve 16e district in New York.
In Nederland zenden RTL 8 en Net5 de serie uit, in Vlaanderen is dat VIER en tevens werd de serie in beide landen via 13th Street uitgezonden.
NBC kondigde in mei 2011 aan ook seizoen 13 uit te zenden. In deze serie krijgt Mariska Hargitay een andere detective als partner. Christopher Meloni verlaat na 12 seizoenen de serie. Hargitay en Meloni worden opgevolgd door Danny Pino, bekend van Cold Case, en Kelli Giddish, bekend van de televisieserie Chase. Diane Neal en Stephanie March speelden ADA Casey Novak en ADA Alexandra Cabot in het dertiende seizoen. B.D. Wong als George Huang zal niet terugkeren in het dertiende seizoen.
Op 29 maart 2019 vernieuwde NBC Law & Order: Special Victims Unit voor een 21ste seizoen.

## Sex Crimes
De serie zou eigenlijk Sex Crimes heten en zou niets te maken hebben met Law & Order. NBC meende echter dat de titel te hard was en na overleg tussen het netwerk en de bedenker van het programma werd voor Special Victims Unit gekozen.

## Rolverdeling

#### Huidige acteurs
| Huidige personages |                                                                                  |         |
| Acteur             | Personage                                                                        | Periode |
| Mariska Hargitay   | Hoofdinspecteur/captain Olivia Benson                                            | 1999 -  |
| Ice-T              | Brigadier Odafin "Fin" Tutuola                                                   | 2000 -  |
| Kelli Giddish      | Detective Amanda Rollins                                                         | 2011 -  |
| Octavio Pisano     | Detective Joe Velasco                                                            |         |
| Peter Scanavino    | ADA Dominick 'Sonny' Carisi, Jr. voorheen: Detective Dominick 'Sonny' Carisi jr. | 2014 -  |

#### Voormalige acteurs
| personages         |                            |                                           |
| Acteur             | Personage                  | Periode                                   |
| Christopher Meloni | Detective Elliot Stabler   | 1999-2011 2020 (personage in een gastrol) |
| Richard Belzer     | Detective John Munch       | 1999-2014, 2016                           |
| Dann Florek        | Captain Donald Cragen      | 1999-2014, 2015                           |
| Michelle Hurd      | Detective Monique Jeffries | 1999-2001, 2001 (gast)                    |
| Stephanie March    | ADA Alexandra Cabot        | 2000-2003, 2005, 2009-2010, 2011-2012     |
| Tamara Tunie       | ME Melinda Warner          | 2000-2015                                 |
| B.D. Wong          | Dr. George Huang           | 2001-2011                                 |
| Diane Neal         | ADA Casey Novak            | 2003-2008                                 |
| Adam Beach         | Detective Chester Lake     | 2007-2008                                 |
| Michaela McManus   | ADA Kim Greylek            | 2008-2009                                 |
| Danny Pino         | Detective Nick Amaro       | 2011-2015                                 |
| Raúl Esparza       | ADA Rafael Barba           | 2011 - ?                                  |

## Law & Order-reeks
Law & Order kent meerdere versies. In september 1990 werd de eerste aflevering van Law & Order uitgezonden; de serie stopte 20 seizoenen later, in mei 2010 en kwam in 2022 terug met seizoen 21. Law & Order: Special Victims Unit is een spin-off van deze serie. Er zijn in de afgelopen 20 jaar meerdere spin-offs gemaakt:
| Titel                        | Status            | Afleveringen     |
| ---------------------------- | ----------------- | ---------------- |
| Law & Order                  | 1990 - 2010, 2022 | 466 afleveringen |
| Law & Order: Criminal Intent | 2001 - 2011       | 195 afleveringen |
| Law & Order: Trial by Jury   | 2005 - 2006       | 13 afleveringen  |
| Law & Order: UK              | 2009 - 2014       | 53 afleveringen  |
| Law & Order: Los Angeles     | 2010 - 2011       | 22 afleveringen  |
| Law & Order: Organized Crime | 2021 - heden      | 30 afleveringen  |
| Law & Order True Crime       | 2017              | 8 afleveringen   |

## Dvd-uitgaven
Universal Studios Home Entertainment bracht de dvd van Law & Order: Special Victims Unit uit.
| Titel                | Afl.nr. | Regio 2 dvd-uitgave |
| -------------------- | ------- | ------------------- |
| Het eerste jaar      | 22      | 28 februari 2005    |
| Het tweede seizoen   | 21      | 21 november 2005    |
| Het derde seizoen    | 23      | 23 juli 2007        |
| Het vierde seizoen   | 25      | 11 september 2007   |
| Het vijfde seizoen   | 25      | 16 juni 2008        |
| Het zesde seizoen    | 23      | 22 september 2008   |
| Het zevende seizoen  | 22      | 16 februari 2009    |
| Het achtste seizoen  | 22      | 13 april 2009       |
| Het negende seizoen  | 19      | 31 augustus 2009    |
| Het tiende seizoen   | 22      | 28 december 2009    |
| Het elfde seizoen    | 24      | 20 april 2011       |
| Het twaalfde seizoen | 24      | 7 december 2011     |

## Trivia
- Ice-T, die de rol van Odafin Tutuola speelt, is voormalig bendelid en de zanger van de metalband Body Count, die verantwoordelijk was voor het controversiële muzieknummer Cop Killer.
- Christopher Meloni, die detective Elliot Stabler vertolkte, was sedert 1999 lid van het Law & Order-team en werd beschouwd als het gezicht van de serie.
- Dann Florek, de acteur die in de serie Donald Cragen speelde, speelde van 1990 tot 1994 hetzelfde personage in de oorspronkelijke Law & Order.
- Richard Belzer (John Munch) speelde hetzelfde personage in Law & Order, Law & Order: Trial by Jury en nog meer programma's.
- Peter Scanavino, de acteur die detective "Dominick Carisi Jr." speelt, had in de aflevering Monster's Legacy (seizoen 14, aflevering 13) de bijrol van Johnny Dubcek, een moordverdachte.
- Showrunner Warren Leight zei in 2021 dat hij zoveel mogelijk Broadway acteurs zal aannemen.[8]